# 요시네 쿄코
요시네 쿄코(일본어: 芳根 京子, 1997년 2월 28일 ~ )는 일본의 배우이다.
도쿄도 출신. 재팬 뮤직 엔터테인먼트 소속.

## 내력
특기는 피아노와 플루트로, 피아노는 유치원 때부터, 플루트는 초등학교 때부터 시작했다.
중학교 2학년 때, 길랭-바레 증후군을 앓아, 그 후 극복한 일이 있다.
도립 고등학교 1학년 때, 친구의 권유로 가게 된 유스케 (카미지 유스케, 소속 사무소 선배)의 라이브 회장에서 스카우트되어 연예계에 입문하였다. 그 후, 통신제 고교로 전학.
2013년, 후지 TV 계열 드라마 《라스트♡신데렐라》로 배우 데뷔. 이 드라마에서 주연을 맡은 소속사 선배 시노하라 료코를 동경의 대상으로 삼게 되었다.
2014년, NHK 연속 TV 소설 《하나코와 앤》에서, 렌코 (나카마 유키에)의 딸을 연기했다.
2015년 2월, 춤추는 대수사선 시리즈를 제작한 모토히로 카츠유키 감독의 청춘 영화 《막이 오르다》에 출연했다. 7월, 캐스트 오디션으로 1,000명 이상의 참가자 중 선택되어, TBS 계열 드라마 《오모테산도 고교 합창부!》의 주연을 맡았다.
2016년, 하반기 NHK 연속 TV 소설 《벳핀상》의 주연을 맡는 것이 결정되었다.

## 출연

### 드라마
- 라스트♡신데렐라 (2013년 4월 ~ 6월, 후지 TV) - 타케우치 사키
- 리갈 하이 스페셜 (2013년 4월 13일, 후지 TV)
- 가면 티처 (2013년 7월 ~ 9월, 닛폰 TV) - 코마츠 나나미 역
- 백마 탄 왕자님 순애 적령기 (2013년 10월 ~ 12월, 요미우리 TV) - 키타 쿄코 역
- 연속 TV 소설 (NHK)
  - 하나코와 앤 제22 ~ 26주 (2014년 8월 ~ 9월) - 미야모토 후지코 역
  - 벳핀상 (2016년 10월 ~ 2017년 4월) - 주연·반도 스미레 역
- 탐정의 탐정 (2015년 7월 ~ 9월, 후지 TV) - 사사키 사쿠라 역
- 오모테산도 고교 합창부! (2015년 7월 ~ 9월, TBS) - 주연·카가와 마코토 역
- 언젠가 이 사랑을 떠올리면 분명 울어버릴 것 같아 제9 ~ 최종화 (2016년 3월 14일 ~ 21일, 후지 TV) - 아스카 역
- 몽타주 삼억 엔 사건 기담 (2016년 6월 25일 ~ 26일, 후지 TV) - 오다기리 미쿠 역
- 해파리 공주 (2018년 1월 ~, 후지 TV) - 주연·쿠라시타 츠키미 역

### 영화
- 더 피아노 인 더 쉐드 (2014년) - 주연·미야모토 하루카 역
- 막이 오르다 (2015년) - 하카마다 아오이 역
- 해바라기 언덕·1983년 여름 (2015년) - 타카코 역
- 선배와 그녀 (2015년) - 스즈키 리카 역
- 64 (2016년) - 아유미 역

### 무대
- 막이 오르다 (2015년 5월 1일 ~ 24일, Zepp 블루 시어터 롯폰기) - 하카마다 아오이 역

### CM
- UNIVERSAL MUSIC GReeeeN 〈좋네!(´・ω・｀)☆〉 (2013년 6월 ~ )
- 세가 사미 홀딩스 세가 사미 그룹 (2014년 6월 ~ )
- NewDays (2015년 11월 ~ )
- 요요기 제미나르 (2016년)
- 환경성 소형 가전 리사이클 보급 계발 캠페인 (2016년 2월 ~ )
- 아사히 음료 미츠야 사이다 (2016년 3월 ~ )

### PV
- GReeeeN 〈이카로스〉 (2013년)

## 수상
- 제1회 컨피던스 어워드 드라마상 신인상 (《오모테산도 고교 합창부!》)
- 제86회 더 텔레비전 드라마 아카데미상 주연 여우상 (《오모테산도 고교 합창부!》)[8]